# Gérard Daniel Westendorp
Gerard Daniel Westendorp (ur. 8 marca 1813 w Hadze, zm. 13 stycznia 1868 w Dendermonde) – belgijski mykolog pochodzenia holenderskiego.

## Życiorys
W 1829 r., w wieku 16 lat, wstąpił do brukselskiej szkoły medycznej. W 1830 r. podczas rewolucji belgijskiej był lekarzem wojskowym leczącym żołnierzy holenderskich. W 1836 r. przeniósł się do Belgii, gdzie nadal pracował jako lekarz wojskowy. W tym czasie Westendorp studiował mykologię, bryologię i paleontologię. Był redaktorem naczelnym wydanego w 1866 roku drugiego tomu książki Prodromus Florae Bataviae. Najbardziej znanym dziełem Westendorpa była opublikowana w latach 1845–1860 książka Herbier cryptogamique ou Collection des plantes cryptogames qui croissent en Belgique. Następnie opublikował jeszcze Cryptogames classées d’après leurs station naturelles. Westendorp.
Przy nazwach naukowych utworzonych przez niego taksonów standardowo dodawany jest skrót jego nazwiska Westend. (zobacz: lista skrótów nazwisk botaników i mykologów). Uczczono go jego nazwiskiem nazywając niektóre gatunki grzybów, m.in.: Aspergillus westendorpii Sacc. & Marchal, Naemospora westendorpii Sacc., Phyllosticta westendorpii Thüm., Septoria westendorpii G.Winter, Tiarospora westendorpii Sacc. & Marchal.